# Ashby (Nebraska)
Ashby è una comunità non incorporata della contea di Grant, Nebraska, Stati Uniti. La sua altitudine è di 3 843 piedi (1 173 m). Si trova lungo la Nebraska Highway 2, 9 miglia (14½ km) a ovest-nord-ovest di Hyannis, il capoluogo della contea di Grant. Anche se non è incorporata, ha un ufficio postale, con lo ZIP code 69333.

## Storia
Ashby ha avuto il suo inizio dalla costruzione della ferrovia attraverso quel territorio. Prende il nome dalla città di Ashby, nel Massachusetts, da un funzionario della ferrovia.
L'ufficio postale di Ashby fu istituito nel 1908.